# Tsjetsjenië
Tsjetsjenië, voluit de Tsjetsjeense Republiek (Russisch: Чеченская республика, Tsjetsjenskaja Respoeblika; Tsjetsjeens: Нохчийн Республика, Noxçiyn Respublika), is een autonome deelrepubliek van de Russische Federatie, gelegen in de Noordelijke Kaukasus. De autonome republiek maakt deel uit van het federaal district Noordelijke Kaukasus. Het verzet dat strijdt voor onafhankelijkheid, gebruikt voor Tsjetsjenië de naam Tsjetsjeense Republiek Itsjkerië.

## Geografie
Tsjetsjenië grenst aan Georgië in het zuiden en aan drie andere autonome republieken van de Russische Federatie: Dagestan (ten oosten en noordoosten), Ingoesjetië (ten westen) en Noord-Ossetië (ten zuidwesten). In het noordwesten grenst het aan de kraj Stavropol.

## Geschiedenis

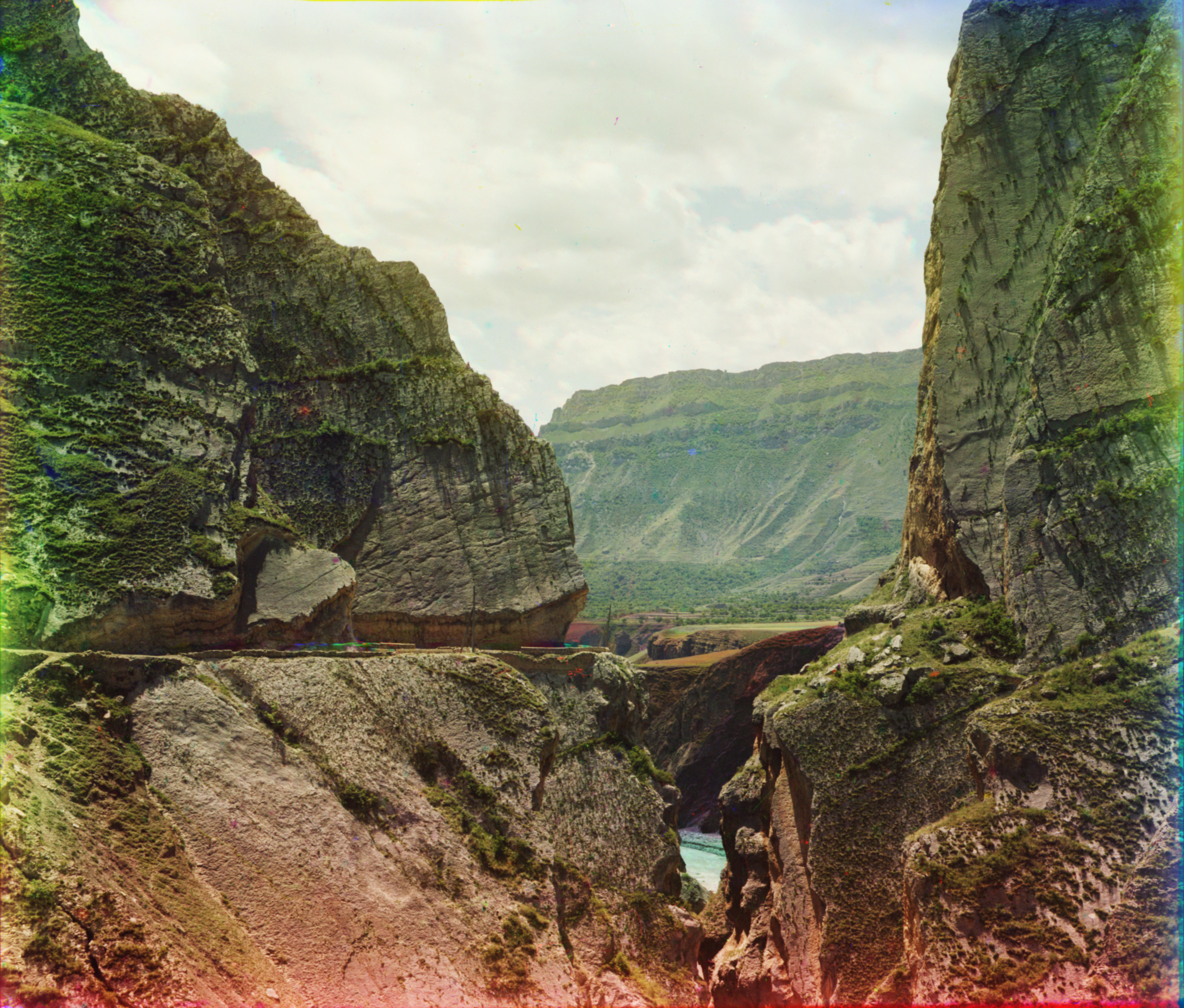
Kloof in de Kaukasus (Sergej Prokoedin-Gorski: 1912)

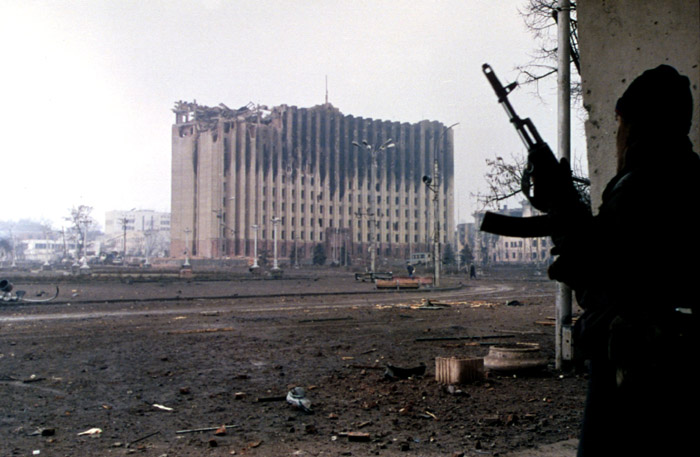
Het door het Russische leger verwoeste presidentieel paleis in Grozny

De Noordelijke Kaukasus is een streek die vele overheersers heeft gekend. Van Mesopotamiërs tot de Romeinen, allen hebben een poging gewaagd deze "mysterieuze bergvolkeren" in de Kaukasus in hun Rijk op te nemen. Omdat de macht vaak wisselde en de grootmachten vooral bezig waren met elkaar, kon er een machtsvacuüm ontstaan waarin er kansen lagen voor verschillende bergstaatjes. Het gebergte dat zich uitstrekt van de Zwarte Zee tot aan de Kaspische Zee heeft in de geschiedenis altijd een hoge diversiteit gekend van volkeren. Naast de Vajnachen die Tsjetsjenië en Ingoesjetië bevolkten en de Circassiërs en Osseten in het westen van Tsjetsjenië, leven er ook Turkse en Perzische volkeren in het westen en oosten.
De culturele verschillen tussen deze groepen worden versterkt door de verschillende religies die in de regio voorkomen. De islam (soennisme) is dominant, maar Ossetië is voornamelijk orthodox christelijk. Door de geografische ligging tussen Europa en Azië heeft het gebied altijd een belangrijke betekenis gehad voor de handel.
Naast de Kaukasus als handelsbrug tussen Europa en Azië, is de regio ook nog eens rijk bedeeld met vele grondstoffen, zoals metalen, mineralen en steenkool. Toen in de twintigste eeuw ook nog eens grote bronnen aan aardgas en olie ontdekt werden in de Kaspische Zee, was het duidelijk dat de Kaukasus een groot economisch potentieel had. Van dit gegeven was Rusland zich bewust en het lukte de Sovjets dan ook om van de Kaukasus een van de meest ontwikkelde regio’s van de Sovjet-Unie te maken.

### Het Tsjetsjeense gebied
De geschiedenis van Tsjetsjenië wordt gekenmerkt door de fysisch-geografische ligging van het gebied in de Noordelijke Kaukasus en de relaties die het volk dat daar woonde had met de omringende volken gedurende deze geschiedenis. De komst van de Russen in de 16e eeuw was met name van grote invloed op het verdere verloop hiervan. De relaties en conflicten die hierop ontstonden tussen de Russische machthebbers en het Tsjetsjeense volk en zijn leiders zijn van grote invloed geweest op de huidige situatie. De conflicten tussen de Russische machthebbers en de Tsjetsjenen bereikten een hoogtepunt in de jaren 90 van de 20e eeuw waarin twee kortstondige de facto onafhankelijke Tsjetsjeense staten elkaar opvolgden met eveneens twee oorlogen die een grote weerslag hadden op de situatie van de verschillende bevolkingsgroepen binnen het gebied.

### De Tsjetsjenen
De Tsjetsjenen en Ingoesjen waren tot de komst van de Russen één volk en noemen zich Vajnachen (onze mensen). De Tsjetsjenen noemen zichzelf Nochtsji (volk; soms ook vertaald als 'zonen van Noach'). Het Tsjetsjeens valt samen met het Ingoesjetisch en het Batsbi (minderheidstaal in Georgië) binnen de Noordoost-Kaukasische talen.
De Tsjetsjenen kennen van oudsher een tejp-structuur die nog steeds erg belangrijk is voor het dagelijks leven van veel Tsjetsjenen. Elke tejp (clan) had oorspronkelijk een eigen grondgebied, met een eigen Raad van Ouderen die recht sprak volgens een Kaukasische vorm van de adat. Elke tejp had (en heeft soms nog steeds) een eigen berg en een eigen godheid. Deze natuurgodsdienst leeft voort in de 10e eeuw. De tejps waren (en zijn) gegroepeerd in Toekchoems.
Tsjetsjenië bestaat geografisch gezien uit een relatief vlak gebied in het noorden en midden en een berggebied in het zuiden. De Tsjetsjenen woonden in vredestijd in de valleien en trokken zich in tijden van oorlog terug in de bergen, die beter verdedigd konden worden. Dit berggebied waar ze zich terugtrokken wordt door de Tsjetsjenen aangeduid als Itsjkerië (van het Turkse woord 'İçeri' wat 'binnen' betekent en wordt door de Tsjetsjenen aangeduid als 'binnenland').

### Mythische oorsprong
De oorsprong van de Tsjetsjenen en Ingoesjen is tot op heden niet met zekerheid vastgesteld. Na een initieel gebrek aan onderzoek hiernaar in de tijd van de Sovjet-Unie, kwam dit onderzoek in de jaren 90 van de 20e eeuw in een stroomversnelling.
Een daarbij opkomend raciaal idee was dat de Tsjetsjenen en Ingoesjen directe afstammelingen zouden zijn van de zoon Sem van Noach, waarmee ze de stichters zouden zijn van het 'Arische ras' en volgens sommigen zelfs van het 'Kaukasische ras'. Dit idee heeft echter nauwelijks invloed gehad. Een ander idee is dat een gedeelte mogelijk een joodse oorsprong heeft en werd verdreven uit het Koninkrijk Israël in de tijd van Nebukadnezar I.
De oorsprong van de Vajnachen zou mogelijk kunnen liggen in het volk der Hurrieten, al is dit niet archeologisch aangetoond. Het rijk van de Hurrieten was Mitanni, wat werd veroverd door Hettieten in 1335 v.Chr.. Hierop vluchtte een aantal stammen van de Hurrieten naar de moeilijk begaanbare Kaukasus en vermengden zich daar met leden van de Kobancultuur. Hieruit zouden de Vainachen zijn ontstaan. Uit de vroeg-Vainachsche tijd zijn afgodsbeelden en grafheuvels (koerganen) gevonden (zie ook Koerganhypothese).

## Demografie
Bij de Russische volkstelling van 2002 werden 1.103.686 personen geregistreerd, waarvan de Tsjetsjenen met 1.031.647 (93,5%) verreweg de grootste groep waren. Er waren verder kleine minderheden van Russen (40.645 of 3,7%), Kalmukken (8.883 of 0,8%) en een aantal andere etniciteiten die minder dan 0,5% van de bevolking uitmaakten. Aan het einde van de Sovjetperiode bestond nog 23% van de bevolking uit etnische Russen (294.000 bij de Sovjetvolkstelling van 1989). Door wijdverbreide criminaliteit en vermeende etnische zuivering, die zou worden uitgevoerd door de regering van Dzjochar Doedajev, ontvluchtten de meeste niet-Tsjetsjenen (vooral Russen, Oekraïners, Ingoesjen en Armeniërs) en ook een groot aantal Tsjetsjenen het gebied in de jaren 90.
| 1926    | 1939    | 1950    | 1959    | 1961    | 1970      | 1979      | 1989      | 2002      | 2016      |
| ------- | ------- | ------- | ------- | ------- | --------- | --------- | --------- | --------- | --------- |
| 539.000 | 727.000 | 451.000 | 710.000 | 835.000 | 1.065.000 | 1.154.000 | 1.275.000 | 1.103.686 | 1.395.678 |

## Religie

### Algemeen
Centraal in de Tsjetsjeense samenleving staat de clanstructuur. Het volk is tot de dag van vandaag opgedeeld in clans, stammen en families, die allen een vorm van onafhankelijkheid genieten. Besluitvorming gaat hierbij via de raad van ouderen. Het is dan ook niet verwonderlijk dat Maskhadov in 1996 voor een moeilijke, zo niet onmogelijke opdracht stond, om op deze clanstructuur een centrale overheid te bouwen. Op gebied van religie kent de Tsjetsjeense samenleving een gelijke complexiteit. Als bewoners van de Noordelijke Kaukasus zijn de Tsjetsjenen in aanraking gekomen met zowel het christendom als de islam. Hoewel het Russische rijk grote inspanning heeft geleverd de Tsjetsjenen te bekeren, bleef het aantal christelijke Tsjetsjenen toch altijd relatief laag.
De islamitische leer had bij de Tsjetsjenen meer succes. Vanaf de 8e eeuw begonnen de Arabieren de volkeren van de Kaukasus actief te bekeren tot de islam. De eigenzinnige Tsjetsjenen maakten van de islam al snel hun eigen versie. Vele Tsjetsjenen bekeerden zich tot het soefisme, een mystieke stroming binnen de islam, waarbij de broederschappen centraal staan en de regels van koran niet letterlijk worden genomen, maar slechts gezien worden als uiterlijke regels. Een vrije interpretatie van het geloof is bij het soefisme toegestaan.
Naast het feit dat op de eerste plaats het soefisme beoefend wordt, bezit Tsjetsjenië meerdere religieuze minderheden. De belangrijkste daarvan is het orthodoxe christendom. Daarnaast zijn er de zogenoemde 'bergjoden' en de etnische Russen, die het Russisch orthodoxe christendom belijden. Bovendien bezit Tsjetsjenië een grote groep ongelovigen. Al deze bovengenoemde stromingen hebben in de geschiedenis meestal in een relatief tolerant klimaat naast elkaar geleefd, mede vanwege de gezamenlijke vijand Rusland. De val van het communisme stimuleerde onder de volkeren van de Kaukasus een zoektocht naar een collectieve identiteit, met een verminderde tolerantie onderling als gevolg.

### De jaren negentig
Het Russische rijk heeft in de geschiedenis meerdere pogingen gedaan om de islamisering van de Kaukasus een halt toe te roepen. In de tijden van de Sovjet-Unie, waar religie tegen de grondbeginselen van het socialisme inging, werd de islamitische cultuur met grof geweld bestreden. Moskeeën werden vernietigd en de spirituele leiders werden vermoord. Dat de Sovjets bij de bestrijding van de islam, niet consistent waren, is duidelijk uit het feit dat in Georgië de islam juist keurig werd geïntegreerd in het communistische systeem.
Met de komst van Gorbatsjov, die met zijn plannen van perestrojka en glasnost het communistische systeem probeerde te hervormen, ontstond er meer vrijheid voor de islamitische cultuur. Vele moskeeën werden herbouwd en op vele plaatsen in Tsjetsjenië werden islamitische leerscholen geopend. Als aan het eind van 1991 een einde komt aan de Sovjet-Unie, komt er een golf van nationale bewustwording op onder de volkeren van de voormalige Sovjet-Unie. Aangezien het islamitische aspect altijd een duidelijke scheiding heeft veroorzaakt tussen de Tsjetsjenen en de Russen, is het dan ook niet verwonderlijk dat de religie het bindmiddel werd voor dit ontwakende nationale bewustzijn van de Tsjetsjenen. Niet alleen de moslims waren op zoek naar hun identiteit, maar ook de joden gingen mee in dit proces, waardoor vele het land verlieten om zich te vestigen in Israël.
Bij de ontwikkeling van een nationale identiteit horen nationale helden uit de geschiedenis. Op zoek naar deze helden kwam de naam Sjeik Mansoer al snel naar voren. Mansoer, wat overwinnaar betekent in het Arabisch, startte zijn campagne met een overwinning op de Tsjetsjeense rivier Sunzja. Bij de poging van de troepen van Catharina II om het huis van Mansoer te vernietigen, werden ze genadeloos verslagen door Mansoer en zijn aanhang in de bossen van Tsjetsjenië. Deze grote overwinning, waarin 600 Russische soldaten en officieren de dood vonden, was het grootste succes van Mansoer. In het totaal groeide het leger van Mansoer uit tot 20.000 manschappen.
Na de overwinning in Tsjetsjenië, ging hij verder met zijn heilige oorlog in het aangrenzende Dagestan. (Zie hier de duidelijke overeenkomst met de acties van Dudayev in 1999, die ook zijn heilige oorlog uitbreidde door Dagestan binnen te vallen). Ondanks de grote aanhang van Mansoer was de strijd tegen het machtige Rusland hopeloos door de enorme macht van Rusland en na 6 jaar werd hij dan ook opgepakt en tot levenslang veroordeeld. Met Mansoer heeft Tsjetsjenië de ideale held, aangezien de problemen van Mansoer weinig verschillen met die van deze tijd, ook de rebellen van de twintigste eeuw vechten voor onafhankelijkheid en het behoud van hun identiteit.

### Het wahabisme
Door de aanhang binnen Tsjetsjenië voor het soefisme, dat door wahabieten wordt gezien als heidense stroming, zijn er in de geschiedenis vele pogingen gedaan om de Tsjetsjenen te bekeren tot de zuivere islam, ofwel een leer die de regels van de koran letterlijk neemt. In het klimaat van de jaren negentig, waar nationale en culturele bewustwording weer op de voorgrond kwam, deed opnieuw een islamitische stroming haar intrede in de Tsjetsjeense samenleving: het wahabisme.
Het wahabisme is een fundamentele conservatieve soennitische stroming die haar oorsprong had in Saoedi-Arabië. Een ware moslim moet zich volgens het wahabisme volledig overgeven aan de wetten van god, de sharia. De wahabieten zien zichzelf als de enige ware moslims. Het is moeilijk te zeggen hoe groot de aanhang is binnen de Tsjetsjeense samenleving voor het wahabisme, aangezien de cijfers hierover niet bekend zijn. Dit komt, ten eerste, door het feit dat Tsjetsjenië officieel nog steeds bij Rusland hoort. Als gevolg zijn de religieuze verhoudingen vaak geïntegreerd met die van het gehele Russische grondgebied. Ten tweede wordt er geen onderscheid gemaakt tussen verschillende islamitische stromingen, zoals het soefisme en het wahabisme.
De aanhang is vooral te vinden onder de jonge Tsjetsjenen. Zij waren het hardst op zoek naar hun identiteit en zetten zich nog eenvoudiger af tegen de tradities van hun ouders. Het is tijdens de eerste oorlog dat de aanhang voor het wahabisme een grote vaart begint te nemen. Deze Tsjetsjeense beweging werd gefinancierd en getraind door islamitische groeperingen buiten Tsjetsjenië. We praten hier over groeperingen uit bijvoorbeeld Qatar, Koeweit en Jordanië, die vele miljoenen van de Russische munteenheid Roebel overmaakten op de rekeningen van de nieuwe fundamentalistische bewegingen in Tsjetsjenië. Hierdoor werd de Tsjetsjeense strijd financieel volledig afhankelijk van deze fundamentalistische groeperingen.

## Mensenrechten
De mensenrechten worden in Tsjetsjenië regelmatig geschonden.
In 2006 berichtte Human Rights Watch dat er op grote schaal martelingen voorkwamen bij de ondervraging van separatisten. In 2009 publiceerde Amnesty International een gedetailleerd rapport over de mensenrechtenschendingen tegen Tsjetsjeense burgers. In 2011 berichtte Human Rights Watch over de schending van vrouwenrechten. Het Europees Hof voor de Rechten van de Mens heeft Rusland sinds 2005 al verantwoordelijk gesteld voor meer dan tweehonderd doden en verdwijningen.
Ook zijn diverse mensenrechtenactivisten en journalisten die berichtten over schendingen van de mensenrechten in Tsjetsjenië vermoord:
- Moerad Moeradov, de leider van hulporganisatie Let's Save the Generation, en een medewerker werden in april 2005 ontvoerd en vermoord. Ditzelfde lot wachtte zijn opvolgster Sarema Sadoelajeva en haar man in augustus 2009.
- De journaliste Anna Politkovskaja werd op 7 oktober 2006 vermoord in Moskou. Zij berichtte regelmatig over mensenrechtenschendingen door het Russische leger in Tsjetsjenië.
- De advocaat Stanislav Markelov, die zich inzette voor slachtoffers van mensenrechtenschendingen, werd in januari 2009 doodgeschoten in Moskou.
- Natalja Estemirova, een medewerkster van de organisatie Memorial, werd in juli 2009 ontvoerd in Grozny en dezelfde dag vermoord teruggevonden in een bos.

In een aanbeveling van het Europees Parlement in 2004 valt te lezen:

(...) het Europees Parlement onderstreept dat de situatie in Tsjetsjenië diametraal indruist tegen de waarden en beginselen die aan het moderne Europa ten grondslag liggen; beschouwt het ontbreken van een dialoog over Tsjetsjenië als moreel en politiek onverdedigbaar, onverenigbaar met de gedeelde wens om de samenwerking op het gebied van de interne en externe veiligheid te verdiepen en onverenigbaar met de daadwerkelijke veiligheidsbelangen van zowel Rusland als de EU; (...).

## Bestuurlijke indeling

Bestuurlijke indeling Tsjetsjenië

### Districten
De autonome republiek Tsjetsjenië bestaat uit 15 districten (Russisch: районы, rajons). Hieronder staan deze districten met de bijbehorende bestuurlijke centra. Zie de kaart hiernaast voor de locaties binnen Tsjetsjenië.
| nr. | District                                  | Bestuurlijk centrum |
| --- | ----------------------------------------- | ------------------- |
| 1   | Naoerski (Наурский)                       | Naoerskaja          |
| 2   | Sjelkovskoi (Шелковской)                  | Sjelkovsk           |
| 3   | Nadterezjni (Надтеречный)                 | Nadterezjnoj        |
| 4   | Groznenski (Грозненский)                  | Grozny              |
| 5   | Goedermesski (Гудермесский)               | Goedermes           |
| 6   | Soenzjenski (Сунженский)                  | Sernovodsk          |
| 7   | Atsjchoj-Martanovski (Ачхой-Мартановский) | Atsjchoj-Martan     |
| 8   | Oeroes-Martanovski (Урус-Мартановский)    | Oeroes-Martan       |
| 9   | Sjalinski (Шалинский)                     | Sjali               |
| 10  | Koertsjalojevski (Курчалоевский)          | Koertsjaloj         |
| 11  | Itoem-Kalinski (Итум-Калинский)           | Itoem-Kale          |
| 12  | Sjatojski (Шатойский)                     | Sjatoj              |
| 13  | Vedenski (Веденский)                      | Vedeno              |
| 14  | Nozjaj-Joertovski (Ножай-Юртовский)       | Nozjaj-Joert        |
| 15  | Sjarojski (Шаройский)                     | Sjaroj              |

### Rivieren
Door het gebied stromen drie belangrijke rivieren. Deze zijn in het blauw aangegeven op de kaart.
1. Terek
2. Soenzja
3. Argoen

## Sport
Tsjetsjenië heeft een eigen Tsjetsjeens voetbalelftal dat niet is aangesloten bij de FIFA en de UEFA.